# Кружни мишић ока
Кружни мишић ока (лат. musculus orbicularis oculi) је парни мишић локализован око отвора очне дупље и испод коже капака. То је танак, елипсоидан мишић састављен из три дела: орбиталног, капачног и сузног.
Орбитални део (лат. pars orbitalis) се налази око улазног отвора очне дупље и његова влакна се прекидају на унутрашњој ивици, где се причвршћују на чеони наставак горње вилице. Капачни део (лат. pals palpebralis) је састављен од влакана, која се протежу кроз поткожни слој горњег и доњег капка, а сузни део (лат. pals lacrimalis) належе на задњу и унутрашњу страну сузне кесице.
Инервација сва три дела мишића потиче од слепоочних и јабучних грана фацијалног живца. Прва два дела затварају капке ока, а капачни део и без утицаја воље благо затвара очи и узрокује трептање. Сузни део врши притисак на сузну кесицу и олакшава усисавање и отицање суза из ње.